# Гарро, Жоаким
Жоаше́н Гарро́ (фр. Joachim Garraud; род. 27 сентября 1968 в Нанте) — французский диджей.

## Биография
После семи лет обучения консерватории (фортепиано и ударные), он решил двигаться в направлении электронной музыки. Наряду с Лораном Гарнье он начал в качестве диджея в парижском клубе «Boy», который был первым инициатором открытия техно-явлением во Франции. Затем он успешно сотрудничал с радиостанциями: Maxximum radio station, number one national 100 % dance radio station (CTL group). Это позволило ему стать пионером цифровой музыки, он создал свою собственную звукозаписывающую студию в центре Парижа, в которой он мог делать ремиксы, создавать собственные композиции и продюсировать таких музыкантов как Давид Гетта, Жан-Мишель Жарр, Пол Джонсон, Deep Dish, Дэвид Боуи, «OMD», Кайли Миноуг, Милен Фармер, Cassius, Cerrone, Моби, Робби Ривера и многих других.
Гарро разработал новую концепцию, смешивание DJ’инга и музыкальной импровизации, тем самым создавая истинный концерт, живое уникальное представление, что в скором времени дало ему возможность выступать по всему миру.

## Основные события
1989 — DJ в клубе The Boy in Paris и на радиостанции Maxximum.
1991 — Первый рейв в Москве, вечеринка «Юрий Гагарин» (the Youri Gagarine Party), которая собрала более 300 000 человек.
1993—1997 — Манчестер Техно фестиваль в Берлине. DJ в The QUEEN (Paris).
1999 — DJ перед ТВ-аудиторией составляющей 2,4 млн зрителей, 31 декабря, живьем от Каирских пирамид. Он также подготовил звук для Jean-Michel Jarre’s альбома «Metamorphoses».
2000 — Создание лейбла GUMPROD, совместно с David Guetta.
2001 — Co-писатель и сопродюсер David Guetta в альбоме, «Just a little more love»: 200,000 экземпляров продано во Франции, а также сингла «Love don’t let me go», # 1 в top club треки в течение 12 недель, с 500,000 дисками этого сингла, проданными во Франции.
2003 — Создание ремиксов для Kylie Minogue, OMD, Cassius, Cerrone и продюсирование альбома Geyster (I love 1984), сингла «Money» by David Guetta и альбома «Guetta Blaster 2004».
2004 — Выпуск «People», фильм с более 1 часа музыки совместно написанной и спродюсированной Joachim Garraud.
Представление альбома Jean-Michel Jarre’s «AERO», первый альбом в 5 / 1.
Релиз «The World is Mine»: Joachim Garraud совместно написал и подготовил этот трек с David Guetta.
Начало сотрудничества Pioneer-Япония для разработки новых машин.
2005 — Создание лейбла «F*** Me I’m Famous records» с David Guetta.
Ремикс «Fuck them All», сингл Милен Фармер.
10-дневный DJ-тур в Китай и Японию.
Релиз «Summer Moon», в сотрудничестве с Тимом Делюксом, Бобом Синклером и Давидом Гетта.
Ремиксы для Моби, Робби Ривьеры, Culture Club, Cerrone, Eurythmics.
Дважды «Золотой диск», во Франции the Guetta Blaster album, продано более 200 000 копий.
2006 — Жоаким Гарро и Давид Гетта были выдвинуты на премии Grammy Awards в номинации лучший ремикс года.
Joachim Garraud’s Zemixx и Live Video podcasts получили рейтинг 1-го и 2-го и Музыкальном магазине iTunes Podcast во Франции.
Он был единственным французским диджеем который выступал на Love Parade в Берлине, на глазах у более чем 1 млн человек.
2007 — Гарро был гвоздём программы на Technoparade в Париже, который установил рекорд посещаемости.
Форум Joachimgarraud.com является наиболее посещаемым в категории электронной музыки, с 300 000 уникальных посетителей в месяц.
Выиграл 2007 Night Trophy как лучший французский диджей. Выбран лучшим DJ’ем года в октябре по версии Burn FG DJ Awards.

## Дискография
- 6 сентября 2019 — Joachim Garraud — 3Acid3 (Rezone Remix)
- 1 марта 2019 — Joachim Garraud — Signal (EP)
- 8 января 2018 — Joachim Garraud — Maximus  feat. A Girl And A Gun
- 9 июня 2017 — Joachim Garraud, Ridwello, Chris Willis — Beautiful
- 22 января 2016 — Joachim Garraud — 96/24
- 19 августа 2014 Joachim Garraud, Chris Willis - One Life
- 30 мая 2014 Joachim Garraud - Theory of Everything
- 14 марта 2014 Joachim Garraud, Perry & Etty Farrell - Everybody
- 24 января 2008 — Kylie Minogue — Wow (David Guetta & Joachim Garraud Fuck Me I'm Famous Remix)
- 26 января 2008 — Sharam - The One (David Guetta & Joachim Garraud Space Invaders Remix)
- 1 июля 2007 — Joachim Garraud vs. Depeche Mode — Enjoy the Silence
- 1 мая 2007 — Joachim Garraud — Street’s Sound
- 12 апреля 2007 — David Guetta feat. Chris Willis - Love Is Gone (Fred Rister & Joachim Garraud Remix)
- 1 апреля 2007 — Lufkrawerk aka Joachim Garraud — Instruments
- 1 апреля 2007 — Joachim Garraud — X
- 10 января 2007 — Téo Moss — U Start (Joachim Garraud Remix)
- 12 сентября 2006 — David Guetta vs. The Egg — Love Don’t Let Me Go (Walking Away) (David Guetta & Joachim Garraud Fuck Me I'm Famous Mix)
- 12 сентября 2006 — David Guetta vs. The Egg — Love Don’t Let Me Go (Walking Away)
- Nick In Time — Emergency (Joachim Garraud Remix)
- 30 июля 2006 — Ben Blash — Destroyed
- 30 июля 2006 — Ben Blash — My Crazy Soul
- 30 июля 2006 — Logic (J. Garraud & D. Guetta) — Save My Soul
- 30 июля 2006 — Logic (J. Garraud & D. Guetta) — Fucking Swedish
- July 29, 2006 — Philippe Katerine vs. Joachim Garraud — Louxor, J’adore (Space Invaders Remix)
- July 29, 2006 — Joachim Garraud — Back from Space
- June 21, 2006 — Joachim Garraud and Wize — I Was Alive
- March 20, 2006 — Bob Sinclar — Single : World, Hold On
- February 26, 2006 — David Guetta feat. Chris Willis — Single : Time
- December 22, 2005 — Joachim Garraud — Compilation: ClubFG / Zemixx
- November 03, 2005 — Joachim Garraud — Single : Akia
- October 22, 2005 — Joachim Garraud — Single : Rock The Choice
- October 20, 2005 — Skin — Single : Alone in my room
- October 12, 2005 — Eurythmics — Single : I’ve Got A Life
- October 04, 2005 — David Guetta feat. JD Davis — Single : In love with myself
- September 25, 2005 — Benny Benassi — Single : Who’s your Daddy ?
- September 06, 2005 — Da Hool — Single : Meet Her at Love Parade 2005
- September 05, 2005 — Joachim Garraud — Single : Space Invaders are Back
- June 24, 2005 — Cerrone- Single : Supernature
- June 16, 2005 — Culture Club — Single : Miss Me Blind
- May 23, 2005 — Robbie Rivera — Single : Some kinds of Heaven
- May 23, 2005 — Moby — Single : Beautiful
- April 14th, 2005 — Mylène Farmer — Single : Fuck Them All
- April 15, 2005 — Joachim Garraud & Julien Creance — Single : Acid Beat
- March 10, 2005 — Ralph 'n' Jo — Single : WhiteFloor / Backdraft
- March 09, 2005 — Shiny Grey — Single : U made a promise
- February 10, 2005 — Tim Deluxe, Bob Sinclar, David Guetta, Joachim Garraud, Ben Onono — Single : Summer Moon
- January 26, 2005 — Julien Creance — Single : Heatwave
- January 25, 2005 — Anaklein — Single : Lena
- January 24, 2005 — Juliet — Single : Avalon
- January 04, 2005 — Jan Franscisco & Joseph Armani — Single : Infactuation
- January 04, 2005 — Mone — Single : Danger
- November 08, 2004 — David Guetta feat JD Davis — Single : The World is Mine
- September 28, 2004 — Joachim Garraud — Single : Geisterbahn
- August 29, 2004 — Jean-Michel Jarre — Album : Aero
- August 26, 2004 — Geyster — Single : John Clay
- July 15, 2004 — Muttonheads — Single : Smashing Music
- July 12, 2004 — Deep Dish — Single : Flashdance
- July 10, 2004 — David Guetta feat Chris Willis — Single : Stay
- June 10, 2004 — Antoine Clamaran featuring Lulu Huges — Single : Feel it
- June 09, 2004 — Joachim Garraud featuring Chynna — High Energy
- June 08th, 2004 — David Guetta — Album : Guettablaster
- May 25th, 2004 — Geyster — Album : I love 1984
- April 08th, 2004 — David Guetta Feat Chris Willis — Single : Money
- February 20th, 2004 — Bob Sinclar — Single : You Could be my Lover
- November 28th, 2003 — Geyster — Single : It’s About You
- August 11th , 2003 — David Guetta Feat Chris Willis — Single : Just a little more love 2003
- June, 10th 2003 — Kid Vicious Versus Depeche Mode — Bootleg Maxi : Kid Vicious 003
- May 28th , 2003 — Paul Johnson Feat Chyna — Single : Doo Wap
- May 21st, 2003 — Ricky Martin — Single : Jaleo
- April 23rd , 2003 — Darren Hayes — Single : Crush
- March 27th, 2003 — Geyster — Single : Bye bye Superman
- March 13th, 2003 — Saffron Hill / Tim Deluxe — Single : Love is Always There
- March, 03rd 2003 — OMD — Single : Enola Gay 2003
- February 24th, 2003 — David Guetta versus David Bowie — Single : Just For one Day
- January 21st, 2003 — David Guetta feat Barbara Tucker — Single : Give me something
- January 17th, 2003 — Kylie Minogue — Single : come into my world
- January 12th, 2003 — Kid Vicious Versus Bee Gees — Bootleg Maxi : Kid Vicious 002
- Decembre 17th, 2002 — Imagination — Single : Flashback 2003
- November 20th, 2002 — Jean-Michel Jarre — Album : The Geometry of Love
- October 02nd, 2002 — Cerrone — Album : Hysteria
- September 27th, 2002 — Kid Vicious Versus Madonna — Bootleg Maxi : Kid Vicious 001
- September 20th, 2002 — David Guetta feat Chris Willis — Single : People come People Go
- July 28th, 2002 — Cassius — Single : The Sound of Violence
- July 8th , 2002 — Kylie Minogue — Single : Love at first sight
- June 11th, 2002 — David Guetta — Album : Just a little more love.
- May 10th, 2002 — Antoine Clamaran — Single : Release Yourself
- April 05th, 2002 — David Guetta feat Chris Willis — Single : Love Don’t Let Me Go
- May 28th , 2001 — B.T.A — Single : Batucada
- May 05th, 2001 — Pet Shop Boys — Single : Break 4 Luv
- January 28th , 2001 — David Guetta Feat Chris Willis — Single : Just a little more love
- January 3rd, 2000 — Jean-Michel Jarre — Album : Metamorphoses.